# Ukka
ukka(우까)는 스타더스트 프로모션에 소속된 일본의 여성 아이돌 그룹이다. 원래 그룹명은 사쿠라 에비스(桜エビ〜ず 사쿠라 에비~스, Sakura Ebisu[*]). 모모이로 클로버 Z 등의 그룹과 함께 STAR PLANET(통칭 스타프라)를 구성한다.

## 개요
- 시리츠에비스추가쿠의 연구생 유닛으로 2015년에 결성.
- 이후, 시리츠에비스추가쿠 처제적 존재로서 활동. 가수 활동 외에 배우 활동이나 모델업 등 다양한 활동을 하는 탤런트가 있는 모체가 되자 그룹 · 집합체로서 자리 매김했다. 향후, 멤버가 증가할 가능성도 언급되고 있다.
- 2019년 11월 16일의「사쿠라 에비스 1st 콘서트 "ALL OUT"」에서 그룹명을「ukka(우까)」로 개명했다.
- 2022년 5월 5일, 데이치쿠 엔터테인먼트의 임페리얼 레코드에서 메이저 데뷔를 하는 것을 발표. 동년 11월 16일에 미니 앨범으로 발매.

## 구성원
- 무라호시 리쥬 (村星りじゅ, 2002년 10월 19일 ~ , 22세) - 최연장자, 리더
- 아카네 소라 (茜空, 2003년 3월 13일 ~ , 22세)
- 세리자와 모아 (芹澤もあ, 2006년 1월 18일 ~ , 19세)
- 유우키 리나 (結城りな, 2003년 4월 9일 ~ , 22세)
- 아오이 루리 (葵るり, 2004년 7월 20일 ~ , 21세)
- 미야사와 유우 (宮沢友, 2009년 2월 26일 ~ , 16세)
- 사카이 코하루 (坂井小春, 2010년 3월 2일 ~ , 15세) - 최연소

### 전 구성원
- 사쿠라이 미사토 (桜井美里, 2003년 4월 18일 ~ , 22세)
  - 2020년 12월 28일 졸업.
- 미즈하 (水春, 1999년 6월 25일 ~ , 26세) - 초대 리더
  - 2021년 3월 18일 탈퇴.
- 카와세 아야메 (川瀬あやめ, 2001년 10월 25일 ~ , 23세) - 2대 리더
  - 2023년 12월 30일 졸업.

## 작품

### 1st CD-R
2016년 7월 30일, 3rd 원맨 라이브에서 출시. 그 후에도, 라이브 · 이벤트 회장만 판매 중.
- 僕らのハジマリ
- はっぴースキップ☆ジャンプ
- Believe

### 2nd CD-R
2016년 10월 30일, 4th 원맨 라이브에서 출시. 그 후에도, 라이브 · 이벤트 회장만 판매 중.
- 初恋模様
- オスグッド・コミュニケーション
- こころ予報

### 3rd CD-R
2017년 4월 15일, 7th 원맨 라이브에서 출시. 그 후에도, 라이브 · 이벤트 회장만 판매 중.
- お年頃distance
- ボクエール
- 嘘とライラック

### 싱글
인디즈
1. わたしロマンス (2017년 9월 2일)
  - わたしロマンス
  - タリルリラ
  - 360°シューティングガール
2. Summer Magic (2018년 10월 14일)
  - リンドバーグ
  - 灼熱とアイスクリーム
  - まわるまわるまわる
3. Autumn Moon (2018년 12월 28일)
  - Magik Melody
  - おねがいよ
  - グラジェネ
4. Winter Sleep (2019년 3월 30일)
  - キラキラ
  - 帰れない!
  - 214
5. MORE!×3 (2022년 4월 6일)
  - MORE!×3
  - AM0805の交差点
  - ニューフィクション

메이저
1. wonder little love (2023년 6월 21일)
  - wonder little love
  - TAiLWiND
  - Glow-up-Days
2. Overnight Rainbow (2024년 3월 20일)
  - Overnight Rainbow
  - 透明
  - マーマレード・フレイバー
3. yummy!! (2024년 9월 25일)
  - 推≒恋
  - 結び目
  - マリオネットガール
4. T (2025년 3월 26일)
  - TOUTOI
  - Trip To The TKY
  - Tokyo Landed Girl

### 앨범
인디즈
1. sakuraebis (2018년 3월 21일)
  - 僕らのハジマリ
  - わたしロマンス
  - 急なロマンティック
  - お年頃distance
  - オスグッド・コミュニケーション
  - みしてかしてさわらして
  - こころ予報
  - 嘘とライラック
  - はっぴースキップ☆ジャンプ
  - エビ・バディ・ワナ・ビー
  - タリルリラ
  - Believe
2. octave (2019년 8월 21일)
  - 帰れない!
  - 214
  - Magik Melody
  - 灼熱とアイスクリーム
  - まわるまわるまわる
  - リンドバーグ
  - おねがいよ
  - グラジェネ
  - ねぇ、ローファー。
  - それは月曜日の9時のように
  - キラキラ
  - さいしょのさいしょ
  - せつないや

메이저
1. 青春小節〜音楽紀行〜 (2023년 12월 20일)
  - We are…
  - Rising dream
  - wonder little love
  - TAiLWiND
  - カノープス
  - don`t say Love
  - コズミック・フロート
  - ティーンスピリット
  - スーパーガール★センセーション
  - Glow-up-Days
  - つなぐ
  - We are… (reprise)

### 미니 앨범
인디즈
1. T.O.N.E (2021년 7월 28일)
  - ファンファーレ
  - Shining City Lights
  - ガールズナイト
  - Party goes on.
  - WINGS

메이저
1. 青春小節 (2022년 11월 16일)
  - アフタヌーン・グラフィティ
  - 空想トラベル
  - Killer Lips
  - コリオリ
  - Viva La Vida
  - ラブパレード

### 착신 싱글
- リンドバーグ (2018년 7월 11일)
- 灼熱とアイスクリーム (2018년 8월 31일)
- まわるまわるまわる (2018년 9월 5일)
- Magik Melody (2018년 9월 30일)
- おねがいよ (2018년 10월 26일)
- キラキラ (2018년 12월 17일)
- 帰れない! (2019년 1월 31일)
- 214 (2019년 2월 27일)
- それは月曜日の9時のように (2019년 2월 27일)
- ねぇ、ローファー。 (2019년 4월 26일)
- さいしょのさいしょ (2019년 5월 31일)
- 恋、いちばんめ (2020년 5월 6일)
- WINGS (2021년 2월 24일)
- MORE!×3 (2021년 11월 24일)
- Viva La Vida (2022년 8월 3일)
- 空想トラベル (2022년 9월 12일)
- コズミック・フロート (2023년 1월 18일)
- TAiLWiND (2023년 4월 17일)
- wonder little love (2023년 5월 24일)
- ティーンスピリット (2023년 10월 15일)
- Rising dream (2023년 11월 8일)
- Overnight Rainbow (2024년 1월 24일)
- 透明 (2024년 2월 21일)
- 推≒恋 (2024년 8월 2일)
- 結び目 (2024년 9월 11일)
- TOUTOI (2025년 1월 29일)
- Trip To The TKY (2025년 2월 26일)
- R·I·Z·Z (2025년 5월 29일) - RiZZiE from ukka 명의
- I my perfect (2025년 6월 25일) - WarpiE from ukka 명의
- Candy rock Girl (2025년 7월 9일) - MystiE from ukka 명의
- それは月曜日の9時のように〜10th ver.〜 (2025년 7월 30일)
- Aonity (2025년 8월 20일)

### 콜라보
- 夢幻歌劇 - 「えびとう産」로서 이키나리 토호쿠산과 콜라보.

## 같이 보기
- 모모이로 클로버 Z
- 시리츠에비스추가쿠
- TEAM SHACHI
- 밧텐쇼죠타이
- 초 도키메키 센덴부
- 아메후라시
- 이키나리 토호쿠산
- LumiUnion
- 스타프라 연구생